# Mieczysław Baruch Goldman
Mieczysław Baruch Goldman (zm. prawd. w 1944) – polski inżynier pochodzenia żydowskiego. Autor relacji z powstania w getcie warszawskim.

## Życiorys
Miał nie więcej niż 30 lat. Był inżynierem (prawdopodobnie absolwentem Politechniki Warszawskiej). Podczas okupacji niemieckiej w trakcie II wojny światowej znalazł się wraz z rodziną w getcie warszawskim, gdzie stracił wszystkich bliskich krewnych z wyjątkiem brata (jego imię nie zostało ustalone). Od września 1942 pracował w szopie szczotkarzy, gdzie odpowiadał za pracę zespołu rzemieślników.
Goldman z grupą przyjaciół wykonał podkop prowadzący z getta na stronę aryjską. W czasie II akcji likwidacyjnej w getcie warszawskim przeszedł wykopem na stronę aryjską i przez tydzień przebywał u przyjaciół. Goldman planował opuszczenie getta na stałe po zebraniu odpowiednich środków na utrzymanie siebie i brata po stronie aryjskiej.
Był kierownikiem budowy bunkra dla 25 osób na terenie szopu szczotkarzy, którego budowę zainicjował inż. Mieczysław Cederbaum (w zamian za swoją pracę Goldman otrzymał miejsce w bunkrze dla siebie i brata). Bunkier ten został ukończony w lutym 1943 roku i znajdował się prawdopodobnie przy ul. Świętojerskiej 34. Po rozpoczęciu akcji likwidacyjnej w getcie warszawskim i wybuchu powstania, wraz z bratem schronił się w bunkrze Cederbauma w którym ukrywał się do czasu jego wykrycia przez Niemców w dniu 10 maja 1943 roku. Następnie wraz z innymi grupami on i jego brat, ukrywali się w ruinach getta. Goldmanowie opuścili getto pod koniec czerwca 1943 roku i od tej pory ukrywali się po stronie aryjskiej korzystając z pomocy Żydowskiego Komitetu Narodowego (wraz z bratem figurują na liście zapomogowej ŻKN, a ostatnia wzmianka o nich pochodzi ze stycznia 1944 roku).
Mieczysław Baruch Goldman był autorem spisanego w listopadzie 1943 roku świadectwa pt. 75 dni w płonącym getcie, dotyczącego powstania w getcie warszawskim. Relacja ta zachowała się w archiwum Adolfa Bermana i Basi Temkin-Bermanowej opatrzona notatką z adnotacją, iż jej autor zginął. Relacja Goldmana została opublikowana w 1962 roku w Biuletynie ŻIH nr 42.
W 2023 został jednym z bohaterów prezentowanej w Muzeum Historii Żydów Polskich Polin, wystawy pt. „Wokół nas morze ognia. Losy żydowskich cywilów podczas powstania w getcie warszawskim”. W ramach obchodów 80 rocznicy powstania w getcie warszawskim, inż. Goldman został również upamiętniony instalacją symbolicznie znajdującą się w miejscu, gdzie ukrywał się w trakcie powstania. Instalacja powstała z inicjatywy Muzeum Historii Żydów Polskich Polin i SENNA kolektyw.